# The Lemonheads

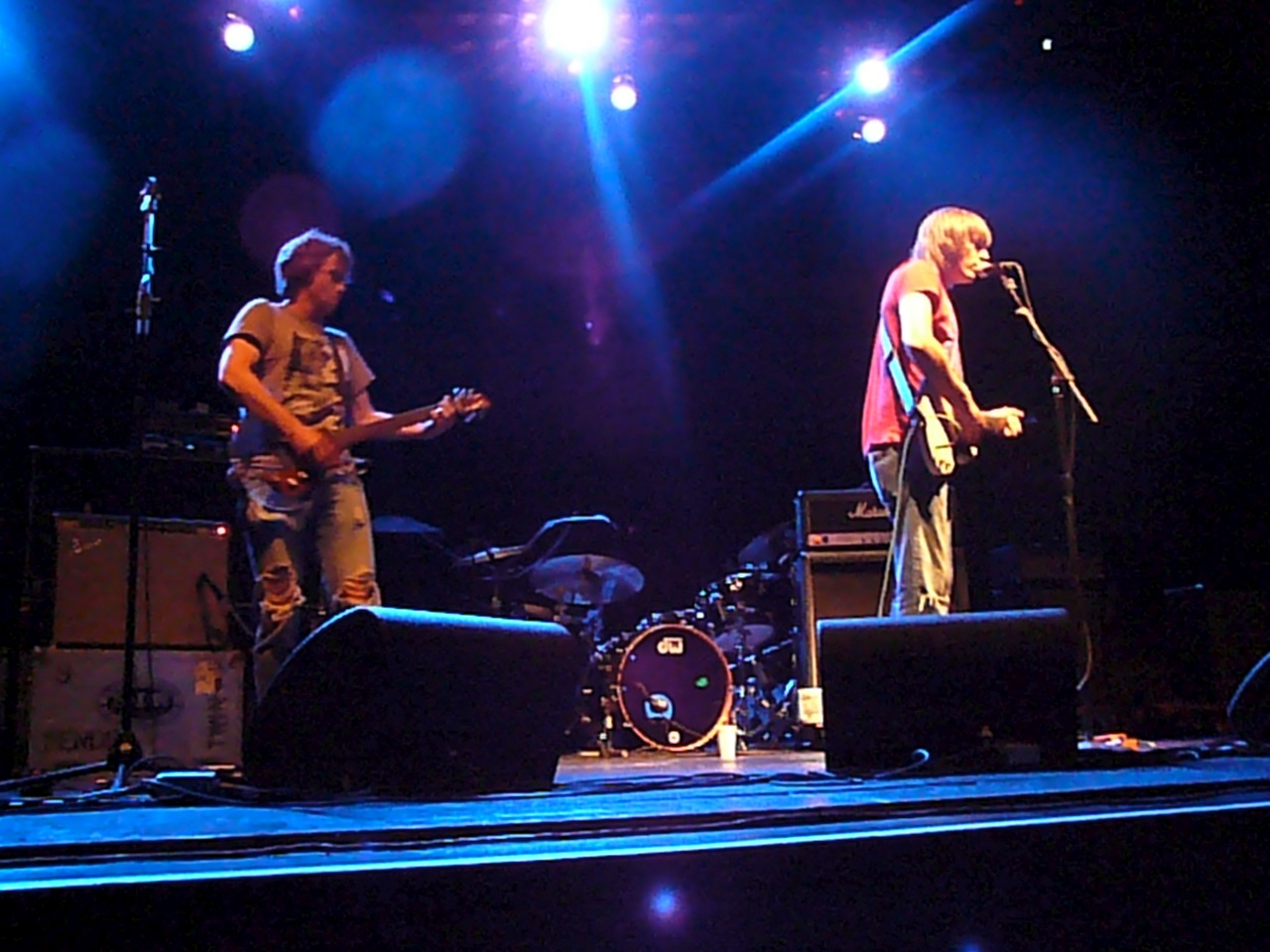
The Lemonheads in 2007

The Lemonheads is een alternatieve rockband uit de Verenigde Staten.
De band werd in 1986 opgericht als schoolband. De band was redelijk populair tussen 1992 en 1997 met als bekendste singles It's a Shame about Ray, Mrs. Robinson en Big Gay Heart. In 1998 ging de band uit elkaar maar kwam in 2005 weer bij elkaar.

## Bezetting

### Huidige bandleden
- Evan Dando
- Karl Alvarez
- Vess Ruhtenberg
- Bill Stevenson
- Devon Ashley

### Voormalige bandleden
- Ben Deily
- Corely Loog Brennan
- John Strohm
- Doug Trachten
- Jesse Peretz
- Juliana Hatfield
- Nic Dalton
- Dave Ryan
- Patrick Murphy

## Albums
- 1987: Hate Your Friends
- 1988: Creator
- 1989: Lick
- 1990: Lovey
- 1992: It's a Shame about Ray
- 1993: Come on Feel the Lemonheads
- 1996: Car Button Cloth
- 2006: The Lemonheads
- 2009: Varshons
- 2019: Varshons 2